# Den sjunde kontinenten
Den sjunde kontinenten (originaltitel: Der siebente Kontinent) är Michael Hanekes debutfilm från 1989. Den utgör första delen i den trilogi han själv kallar för "Glaciation trilogy". De andra filmerna i trilogin är Bennys video från 1992 och 71 fragment från 1994. Med denna film lägger Haneke grunden för sitt återkommande filmspråk, de stilistiska drag och det val av tematik som kommer att känneteckna hans senare filmer.

## Handling
Filmen handlar om en familj, pappa George, mamma Anna och deras unga dotter Eva. Denna mindre lyckliga medelklasskärnfamiljs vardag går på rutin: ingen dag skiljer sig från den andra. I ett desperat försök att få uppmärksamhet och kärlek av föräldrarna låtsas deras dotter Eva att hon har blivit blind. Dotterns utfall och hela den tristess som präglar deras olyckliga äktenskap får bägaren att rinna över och de säljer sin bil, säger upp sig från sina jobb, säger upp sitt bankkonto o.s.v. Titeln, Den sjunde kontinenten, står som en symbol för familjens längtan efter fiktiv, isolerad plats.

## Om filmen
Filmen hade visningspremiär den 20 maj på Filmfestivalen i Cannes. Filmen håller ett lågt tempo med minimal dialog och består mestadels av långvariga stillbilder och observerande tagningar som är något som man känner igen i de flesta av Michael Hanekes filmer. Filmen är klippt på samma sätt som 71 fragment, dvs att det klipps ganska abrupt och mellan varje scen blir det en mindre paus. Filmens manus var först avsett för TV men ingen kanal visade sig vara intresserad av att visa den, så istället valde Haneke att göra en långfilm. Det kom att bli hans debut. 
Filmen är baserad på en sann historia.

## Priser
Filmen vann två priser, båda 1989. Dels fick den pris i Schweiz på Internationella filmfestivalen i Locarno och dels vann den pris för bästa användande av musik i film på Flanders International Film Festival.